# Filderbahn 7 und 8
Die Lokomotiven 7 und 8 der Filderbahn-Gesellschaft (FBG) waren Dampflokomotiven der Kastenlokomotivbauart für den Nebenbahnbetrieb. Sie wurden von der Maschinenfabrik Esslingen 1897 mit den Fabriknummern 2904 und 2905 ausgeliefert und im Reibungsbetrieb auf den Bahnstrecken Degerloch–Möhringen, Möhringen–Hohenheim, Möhringen–Vaihingen und Möhringen–Neuhausen der Filderbahn-Gesellschaft (FBG) verwendet. Sie waren die verstärkte Ausführung der Lokomotiven Filderbahn 4–6.
Eine Lokomotive war von 1909 bis 1920 bei der Härtsfeldbahn im Einsatz und wurde dann an eine Baufirma verkauft.

## Geschichte

### Einsatz bei der Filderbahn-Gesellschaft
Anlass für die Lieferung der beiden Kastenlokomotiven war die Eröffnung der Strecken von Möhringen nach Vaihingen und nach Neuhausen. Für diesen Dienst mussten stärkere Lokomotiven, als wie es die bisher ausgelieferten B-gekuppelten Maschinen waren, verwendet werden. Diese waren stärker und größer und besaßen eine umfassendere Verkleidung der Radsatzgruppe. Sie bekamen wie ihre Vorgänger Nummern und Namen (7, Echterdingen, ME 2904), (8, Neuhausen, ME 2905).
Der Verkehr entwickelte sich auf den Oberen Filderbahnen mit der zusätzlichen Aufnahme des Güterverkehres sehr gut.
Nach der Elektrifizierung wurden die Lokomotiven nur noch als Reservefahrzeuge verwendet, bis 1909 die Lokomotive 7 Echterdingen an die Härtsfeldbahn veräußert werden konnte. Die zweite Lokomotive wurde 1910 ausgemustert und 1911 verschrottet.

### Einsatz bei der Härtsfeldbahn
Seit 1909 war die Lokomotive 7 Echterdingen bei der Härtsfeldbahn und wurde in Neresheim stationiert. Meist wurde sie nur für Arbeitszugeinsätze oder für den Hilfszug verwendet. Während des Ersten Weltkrieges wurde die Lokomotive als Rangierlokomotive im Kalkwerk Neresheim eingesetzt, da die Pferde für den innerbetrieblichen Transport zum Kriegsdienst abgegeben werden mussten.
Die Lokomotive hatte ihre ursprüngliche Bezeichnung bei der FBG auch während der Zeit bei der zu den Württembergischen Nebenbahnen gehörenden Härtsfeldbahn beibehalten. Sie wurde bei der Härtsfeldbahn bis 1920 im Bestand geführt und wurde dann an eine Baufirma verkauft.

## Technik
Die dreiachsigen Lokomotiven hatten zur besseren Kurvenführung an der mittleren Treibachse keine Spurkränze. Der Kasten hatte im oberen Bereich sowie im Bereich der Räder nur wenige Öffnungen.
Der größere Kessel als der der Vorgängerlokomotiven bedingte das größere Gewicht der Lokomotive, was zur Ausführung mit einer dritten Achse führte. Die Lokomotiven waren mit der bei der FBG verwendeten Mittelpufferkupplung ausgestattet und besaßen eine Dampfbremse und eine Handbremse.